# داء الأكريات
داء الأكريات هو مرض طفيلي يصيب القناة المعوية للحيوانات وتسببه الأكريات الأوالي. ينتقل المرض من حيوان إلى آخر عن طريق التماس مع البراز المصاب أو ابتلاع الأنسجة المصابة. يعد الإسهال، الذي قد يصبح مُدمًى في الحالات الشديدة، العرَض الرئيسي. معظم الحيوانات المصابة بداء الأكريات لا تظهر عليها الأعراض، لكن قد تُصاب الحيوانات الصغيرة أو التي تعاني نقص المناعة بأعراض شديدة وحتى الموت.
يمكن أن يصيب داء الأكريات مجموعة واسعة من الحيوانات، بما في ذلك البشر والطيور والماشية، لكنها عادةً ما تكون خاصة بأنواع. الاستثناء الوحيد المعروف هو داء المقوسات الناجم عن المقوسة الغوندية.
قد يصادف الإنسان أولاً داء الأكريات عندما يحصل على جرو أو قطة مصابة. بخلاف المقوسة الغوندية، تكون الكائنات المصابة من الكلبيات والسنوريات غير معدية للإنسان، على عكس الأمراض حيوانية المنشأ.

## داء الأكريات في الكلاب
تصاب الجراء في كثير من الأحيان بداء الأكريات من براز أمها، وهي أكثر عرضة للإصابة بداء الأكريات بسبب أجهزتها المناعية غير المتطورة. يمكن أن يؤدي الإجهاد إلى ظهور أعراض لدى الحيوانات المعرضة للعدوى.
تشمل الأعراض لدى الكلاب الصغيرة الإسهال المخاطي والمدمّى وفقدان الشهية والإقياء والتجفاف. يمكن أن يكون المرض قاتلًا دون علاج.
يكون العلاج روتينيًا وفعالًا. تُشخص الحالة عبر الفحص المجهري للبراز باستخدام قوة التكبير الصغرى، ويكون عمومًا مليئًا بالبيوض المتكيسة.
تستطيع الأدوية المتوفرة قتل الأوالي بسهولة أو تقليلها بدرجة كافية تمكّن الجهاز المناعي لدى الحيوان من إزالة العدوى. من النادر حدوث ضرر دائم للجهاز الهضمي، ولا يعاني الكلب عادةً من أي آثار سلبية طويلة الأمد.

## داء الأكريات في الدجاج
يعد داء الأكريات مرضًا شائعًا لدى الدجاج، خاصةً أنه يؤثر على صغار الدجاج. يمكن أن يكون قاتلًا أو يسبب مشاكل هضمية لدى الطيور. يوجد مزيج من علف الدجاج يحتوي على مواد مضادة للأكريات لضبط مستويات التعرض والسيطرة على المرض. في حالة تفشي المرض، تُعطى الأدوية القاتلة للأكريات. ومن الأمثلة على ذلك تولترازيورل (بايكوكس) أو أمبروليوم. بعد عدة إصابات، تصبح الدجاجات التي نجت مقاومة لداء الأكريات.

## داء الأكريات في الماشية
داء الأكريات (الذي يصيب الماشية والمعروف أيضًا باسم الإيمرية) هو أحد أهم الأمراض في العجول والحيوانات الصغيرة على حد سواء في ظل ظروف السكن المنزلي أو الرعي. عادةً ما يكون سبب الأعراض نوعان هما إيمرية زورني والإيمرية البقرية وتشمل فقدان شهية وتعب وتجفاف وإسهال مائي ومدمّى أحيانًا. من المعروف أن الجائحات تحدث في قطعان الماشية. يمكن أن يصيب الطفيلي جميع الحيوانات في المزرعة وفي بعض البلدان، يتواجد الطفيلي في جميع المزارع. يؤثر داء الأكريات على نمو العجول وبُقياها أحيانًا، وبالتالي يؤثر على إنتاج الماشية ومردوده.

## داء الأكريات عند الماعز
داء الأكريات موجود أيضًا لدى الماعز، وهو أكبر مسبب للإسهال لدى صغارها.